# 무사 디아라
무사 디아라(프랑스어: Moussa Diarra, 2000년 11월 10일 ~ )는 라리가 클럽 알라베스에서 뛰고 있는 말리의 프로 축구 선수이다. 주로 센터백으로 활약하는 그는 레프트백으로도 활약할 수 있다. 프랑스에서 태어난 디아라는 말리 국가대표팀에서 뛰고 있다.

## 구단 경력

### 툴루즈
2019년 4월 21일, 디아라는 툴루즈와 첫 프로 계약을 체결했다. 그는 2019년 10월 30일, 샤무아 니오르와의 쿠프 드 라 리그 경기에서 2-1로 승리하며 툴루즈에서 프로 데뷔 전을 치렀다.
2023년 5월 14일, 디아라는 리그 전체에서 동성애 혐오에 반대하는 캠페인의 일환이라는 이유로 낭트와의 리그 1 경기 출전을 거부했다. 그는 2024년 4월 13일, 렌과의 원정 경기에서 프로 첫 골을 넣으며 2-1로 승리했다.

### 알라베스
2024년 7월 18일, 디아라는 라리가의 알라베스와 4년 계약을 체결했다.

## 국가대표팀 경력
프랑스에서 태어난 디아라는 말리 출신이다. 그는 2022년 9월, 말리 국가대표팀에 소집되어 친선 경기를 치렀다.
2024년 1월 2일, 에리크 셸이 2023년 아프리카 네이션스컵에 출전할 말리 선수 27명의 명단에 이름을 올렸다.